# John Sparkes
John Sparkes (Swansea, 9 de janeiro de 1954) é um comediante, ator e artista de voz galês.